# Skleněnka (kuřácký nástroj)

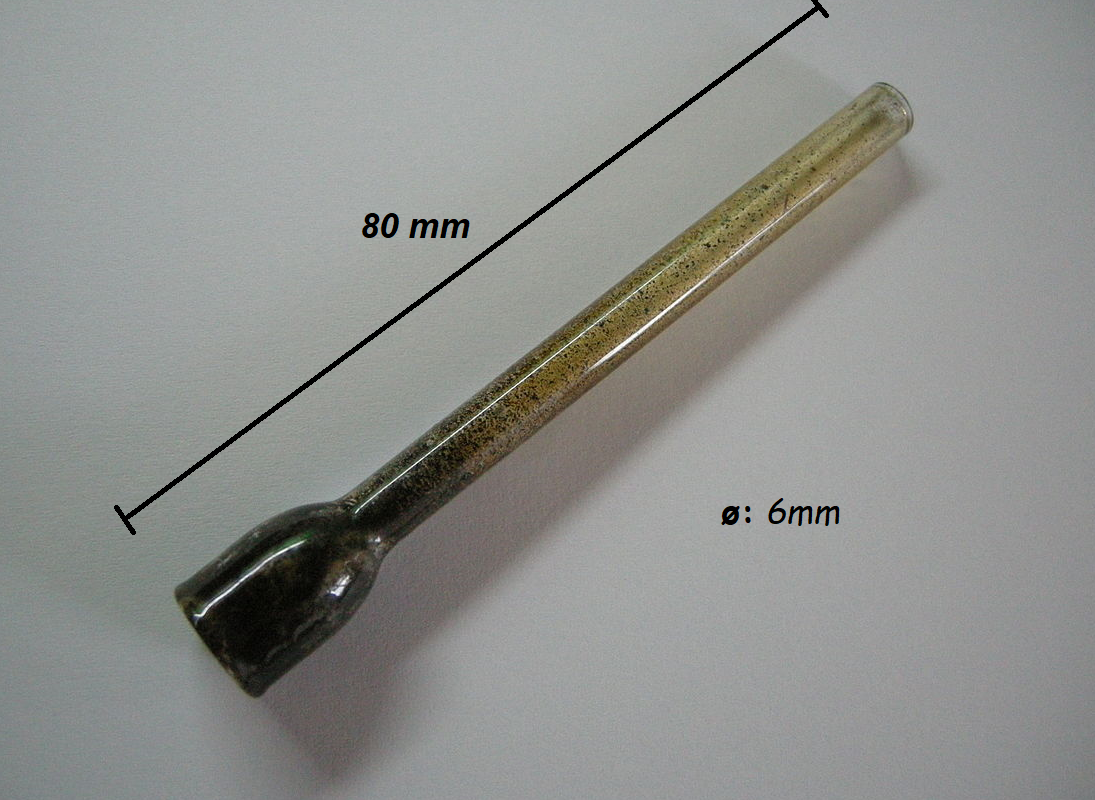

Skleněnka, neboli sklo, je dutá skleněná trubička s rozšířeným koncem sloužící ke kouření tabáku či marihuany. Je velmi jednoduchá i praktická, ale zato velice křehká a proto je většinou na jednorázové užívání.
Skleněnka se původně vyráběla jako špička pro cigaretu.